# Firestone Indy 225 2002
Firestone Indy 225 2002 var ett race som var den fjärde deltävlingen i Indy Racing League 2002. Racet kördes den 21 april på Nazareth Speedway. Scott Sharp tog sin första och enda seger för säsongen.

## Slutresultat
| Plats | Förare            | Team                     | Grid |
| ----- | ----------------- | ------------------------ | ---- |
| 1     | Scott Sharp       | Kelley Racing            | 11   |
| 2     | Felipe Giaffone   | Mo Nunn Racing           | 5    |
| 3     | Gil de Ferran     | Marlboro Team Penske     | 1    |
| 4     | Sarah Fisher      | Dreyer & Reinbold Racing | 21   |
| 5     | Hélio Castroneves | Marlboro Team Penske     | 2    |
| 6     | Alex Barron       | Blair Racing             | 10   |
| 7     | Eddie Cheever     | Cheever Racing           | 15   |
| 8     | Billy Boat        | CURB/Agajanian Racing    | 12   |
| 9     | Anthony Lazzaro   | Sam Schmidt Motorsports  | 14   |
| 10    | Shigeaki Hattori  | Bradley Motorsports      | 13   |
| 11    | Airton Daré       | A.J. Foyt Enterprises    | 17   |
| 12    | Al Unser Jr.      | Kelley Racing            | 21   |
| 13    | Robby McGehee     | Cahill Racing            | 20   |
| 14    | Richie Hearn      | A.J. Foyt Enterprises    | 22   |
| 15    | Laurent Redon     | Conquest Racing          | 7    |
| 16    | Rick Treadway     | Treadway/Hubbard Racing  | 18   |
| 17    | Sam Hornish Jr.   | Panther Racing           | 8    |
| 18    | George Mack       | 310 Racing               | 9    |
| 19    | Jeff Ward         | Chip Ganassi Racing      | 16   |
| 20    | Jaques Lazier     | Team Menard              | 3    |
| 21    | Tomas Scheckter   | Cheever Racing           | 4    |
| 22    | Jon Herb          | Racing Professionals     | 23   |
| 23    | Buddy Lazier      | Hemelgarn Racing         | 6    |
| 24    | John de Vries     | Brayton Racing           | 24   |